# 20 Monocerotis
20 Monocerotis è una stella gigante arancione di magnitudine 4,92 situata nella costellazione dell'Unicorno. Dista 211 anni luce dal sistema solare.

## Osservazione
Si tratta di una stella situata nell'emisfero celeste australe, ma molto in prossimità dell'equatore celeste; ciò comporta che possa essere osservata da tutte le regioni abitate della Terra senza alcuna difficoltà e che sia invisibile soltanto molto oltre il circolo polare artico. Nell'emisfero sud invece appare circumpolare solo nelle aree più interne del continente antartico. La sua magnitudine pari a 4,9 fa sì che possa essere scorta solo con un cielo sufficientemente libero dagli effetti dell'inquinamento luminoso.
Il periodo migliore per la sua osservazione nel cielo serale ricade nei mesi compresi fra dicembre e maggio; da entrambi gli emisferi il periodo di visibilità rimane indicativamente lo stesso, grazie alla posizione della stella non lontana dall'equatore celeste.

## Caratteristiche fisiche
La stella è una gigante arancione; possiede una magnitudine assoluta di 0,86 e la sua velocità radiale positiva indica che la stella si sta allontanando dal sistema solare.

## Sistema stellare
20 Monocerotis è un sistema multiplo formato da 4 componenti. La componente principale A è una stella di magnitudine 4,92. La componente B è di magnitudine 12,0, separata da 54,7 secondi d'arco da A e con angolo di posizione di 238 gradi. La componente C è di magnitudine 9,9, separata da 186,2 secondi d'arco da A e con angolo di posizione di 339 gradi. La componente D è di magnitudine 11,4, separata da 85,6 secondi d'arco da C e con angolo di posizione di 126 gradi.